# Yuriko
Yuriko Kikuchi (née Amemiya, 2 février 1920 - 8 mars 2022), connue du public sous son nom de scène Yuriko, est une danseuse et chorégraphe américaine, surtout connue pour son travail avec la Martha Graham Dance Company.

## Jeunesse et débuts
Yuriko Amemiya est la fille de Chiyo (Furuya) Amemiya et Morishige Amemiya ; elle naît à San Jose, Californie en 1920, mais sa mère l’envoie au Japon en 1923 afin d'échapper à une épidémie de grippe aux États-Unis qui a tué son père et ses sœurs. À l'âge de six ans, elle retourne en Californie mais sa mère la laisse ensuite au Japon lors d'une visite en 1929 après la fin de son deuxième mariage. Elle apprend à danser avec Konami Ishii à Tokyo, et se produit avec la Konami Ishii Dance Company de 1930 à 1937. En 1937, Yuriko retourne aux États-Unis et rejoint la Junior Dance Company de Dorothy Lyndall à Los Angeles,,.

## Internement
De 1941 à 1943, Yuriko est internée avec d'autres Américains d'origine japonaise au Gila River War Relocation Center en Arizona ; elle y enseigne la danse. Elle est libérée en septembre 1943, et déménage immédiatement à New York.

## Carrière
Yuriko rejoint la Martha Graham Dance Company en 1944 et travaille avec la compagnie pendant les 50 années suivantes. Elle danse dans la première production du chef-d'œuvre de Graham, Clytemnestre, ainsi que dans Appalachian Spring, Cave of the Heart et Dark Meadow . Elle reconstitue plus tard un certain nombre de danses de Graham telles que Primitive Mysteries.
En plus de son travail en danse moderne, Yuriko se produit à Broadway dans les productions originales de The King and I (1951-1954) et Flower Drum Song (1958-1960) et elle dirige la reprise de Broadway de 1977-1978 de The King and I. Elle joue aussi à la télévision et dans des films et danse dans des chorégraphies de Halim El-Dabh et Eugene Lester. Elle a pour élèves des danseurs célèbres tels que Mikhaïl Barychnikov, Reiko Sato et Miki Orihara.
Elle forme sa propre compagnie de danse moderne en 1967 ; celle-ci reste active jusqu'en 1973.

## Vie privée
Yuriko épouse Charles Kikuchi en 1946 et a deux enfants. Elle décède à Manhattan le 8 mars 2022, à l'âge de 102 ans.

## Récompenses
En 1967, Yuriko reçoit une bourse Guggenheim en chorégraphie. En 1991, elle remporte un prix Bessie[réf. nécessaire]. Elle est aussi récipiendaire d'un doctorat honorifique du Conservatoire de Boston en 2006.
Yuriko reçoit le Martha Hill Dance Fund Lifetime Achievement Award en 2012.

## Films
- 1956 – The King and I
- 1957 – A Dancer's World
- 1960 – Yuriko: Creation of a Dance